# 牧野康道
牧野 康道（まきの やすみち、慶安3年（1650年）- 享保5年5月26日（1720年7月1日））は、越後与板藩の第2代藩主。越後長岡藩分家牧野家2代。
初代藩主・牧野康成の長男。正室は水野忠善の娘。子は牧野康澄（長男）。官位は従五位下、遠江守。幼名は新三郎。
明暦3年（1657年）12月晦日に父が死去したため、翌年2月27日に9歳で跡を継いだ。寛文4年（1664年）4月5日、幕府から朱印状を賜る。本家の長岡藩主牧野忠成は、分家の与板藩牧野家の朱印状拝領に反対しており、両家の間の確執を生むことになった。同年12月28日、従五位下、遠江守に叙任する。寛文8年（1668年）2月、牧野忠成と姉が離婚し、両家は義絶することになる。元禄2年（1689年）7月3日、隠居し、養子康重に家督を譲った。隠居後、覚翁と号す。享保5年（1720年）5月26日、71歳で死去した。法号は浩徳院冷誉一山覚翁。墓所は東京都小金井市前原町の幡随院。

## 系譜
父母
- 牧野康成（父）

正室
- 水野忠善の娘

子女
- 牧野康澄（長男） 生母は正室

養子
- 牧野康重 - 本庄宗資の五男